# Józef Małobęcki
Józef Feliks Małobęcki (ur. 4 sierpnia 1952 w Staszowie) – działacz opozycji demokratycznej w Polskiej Rzeczypospolitej Ludowej.

## Życiorys
Syn Antoniego i Janiny. Ukończył Pomaturalne Studium Energetyczne w Radomiu (1974). Pracował w Zakładzie Remontowym Energetyki w Katowicach (1974–1976), a następnie jako sztygar zmianowy na oddziale grzewczym w Kopalniach i Zakładach Przetwórstwa Siarki Siarkopol – Kopalnia w Grzybowie.
W Solidarności działał od 1980. Był współzałożycielem komórek tej organizacji w swoim zakładzie pracy. Był delegatem na I Krajowy Zjazd Delegatów „Solidarności” w Gdańsku, gdzie został wybrany na członka Komisji Krajowej NSZZ „Solidarność” z regionu „Ziemia Sandomierska”. W dniu rozpoczęcia stanu wojennego został zatrzymany w Ostródzie. Był internowany w Iławie, a następnie od 19 stycznia 1982 w OO Rzeszów-Załęże. Zwolniony 29 kwietnia 1982, w tym samym roku, we wrześniu wyemigrował do USA. 
Po powrocie do Polski w 2010 roku działał na niwie społecznej, między innymi inicjując zmianę komunistycznych nazw ulic w Staszowie. 13 grudnia 2023 roku, w rocznicę stanu wojennego został fundatorem obelisku w parku im. Adama Bienia w Staszowie. 
Autor wspomnień Od staszowskiego działacza do członka Komisji Krajowej NSZZ „Solidarność”(1991).

## Odznaczenia i wyróżnienia
- Krzyż Kawalerski Orderu Odrodzenia Polski (14 sierpnia 2017)[4],
- Krzyż Wolności i Solidarności (20 marca 2017)[5],
- Medal „Pro Patria” (2018),
- Medal 100-lecia Odzyskania Niepodległości (2018),
- Medal Stulecia Odzyskanej Niepodległości (2020)[6]
- „Zasłużony dla miasta i gminy Staszów” (1995)
- nagroda „Żeby Polska była Polską” Towarzystwa Patriotycznego (2013)[7].